# Timiriázeva (Adiguesia)
Timiriázeva (del ruso: Тимирязева) es un pueblo (selo) del raión de Maikop en la república de Adiguesia de Rusia. Está situado en la orilla izquierda del río Bélaya, afluente del Kubán, 4 km al sur de Tulski y 16 km al sur de Maikop, la capital de la república. Tenía 1 142 habitantes en 2010.
Es centro administrativo del municipio Timiriazevskoye, al que pertenecen asimismo Michúrina, Podgorni, Sadovi, Tsvetochni y Shuntuk.